# كاريزو سبرينغز
كاريزو سبرينغز (بالإنجليزية: Carrizo Springs, Texas)‏ هي مدينة تقع في مقاطعة ديميت بولاية تكساس في شمال شرق الولايات المتحدة. تبلغ مساحة هذه المدينة 8.1 (كم²)، وترتفع عن سطح البحر 184 م، بلغ عدد سكانها 5655 نسمة في عام 2000 حسب إحصاء مكتب تعداد الولايات المتحدة .

## التركيبة السكانية
حدّد مكتب تعداد الولايات المتحدة بيانات التركيبة السكانية لكاريزو سبرينغز في تعداد الولايات المتحدة. في ما يلي، التركيبة السكانية حسب تعدادي 2000 و2010.

### تعداد عام 2000
بلغ عدد سكان كاريزو سبرينغز 5,655 نسمة بحسب تعداد عام 2000، وبلغ عدد الأسر 1,816 أسرة وعدد العائلات 1,451 عائلة مقيمة في المدينة. في حين سجلت الكثافة السكانية 704.2 نسمة لكل كيلومتر مربع (1,823.9/ميل2). وبلغ عدد الوحدات السكنية 2,109 وحدة بمتوسط كثافة قدره 262.6 لكل كيلومتر مربع (680.1/ميل2).
وتوزع التركيب العرقي للمدينة بنسبة 75.28% من البيض و1.34% من الأمريكيين الأفارقة و0.69% من الأمريكيين الأصليين و1.10% من الأمريكيين ذوي الأصول الآسيوية و0.12% من سكان جزر المحيط الهادئ و18.83% من الأعراق الأخرى و2.63% من عرقين مختلطين أو أكثر و87.21% من الهسبانيون أو اللاتينيون من أي عرق.
بلغ عدد الأسر 1,816 أسرة كانت نسبة 48.9% منها لديها أطفال تحت سن الثامنة عشر تعيش معهم، وبلغت نسبة الأزواج القاطنين مع بعضهم البعض 54% من أصل المجموع الكلي للأسر، ونسبة 20% من الأسر كان لديها معيلات من الإناث دون وجود شريك،  بينما كانت نسبة 5.9% من الأسر لديها معيلون من الذكور دون وجود شريكة وكانت نسبة 20.1% من غير العائلات. تألفت نسبة 17.7% من أصل جميع الأسر من عدة أفراد يعيشون في نفس المنزل ونسبة 9.5% كانت تتألف من شخص يعيش بمفرده يبلغ من العمر 65 عاماً أو أكثر. وبلغ متوسط حجم الأسرة المعيشية 3.06، أما متوسط حجم العائلات فبلغ 3.47.
بلغ العمر الوسطي للسكان 30.6 عاماً. وكانت نسبة 33.1% من القاطنين تحت سن الثامنة عشر، وكانت نسبة 9.5% بين الثامنة عشر والرابعة والعشرين عاماً، ونسبة 24.8% كانت واقعةً في الفئة العمرية ما بين الخامسة والعشرين والرابعة والأربعين عاماً، ونسبة 18.7% كانت ما بين الخامسة والأربعين والرابعة والستين، ونسبة 12.1% كانت ضمن فئة الخامسة والستين عاماً فما فوق. يوجد لكل 100 أنثى 92.1 ذكر، ويوجد لكل 100 أنثى في الثامنة عشر من عمرها فما فوق 88.6 ذكر.
بلغ متوسط دخل الأسرة في المدينة 21,306 دولارًا، أما متوسط دخل العائلة فبلغ 22,375 دولارًا. وكان متوسط دخل الذكور 24,536 دولارًا مقابل 15,000 دولارًا للإناث. وسجل دخل الفرد الخاص بالمدينة 8,642 دولارًا. وكانت نسبة 30.8% من العائلات ونسبة 33.8% من السكان تحت خط الفقر، وكان من هؤلاء نسبة 42.9% تحت سن الثامنة عشر ونسبة 29.9% في الخامسة والستين من العمر وما فوق.

### تعداد عام 2010
بلغ عدد سكان كاريزو سبرينغز 5,368 نسمة بحسب تعداد عام 2010، وبلغ عدد الأسر 1,801 أسرة وعدد العائلات 1,371 عائلة مقيمة في المدينة. في حين سجلت الكثافة السكانية 668.5 نسمة لكل كيلومتر مربع (1,731.4/ميل2). وبلغ عدد الوحدات السكنية 2,102 وحدة بمتوسط كثافة قدره 261.8 لكل كيلومتر مربع (678.1/ميل2).
وتوزع التركيب العرقي للمدينة بنسبة 87.02% من البيض و1.34% من الأمريكيين الأفارقة و0.37% من الأمريكيين الأصليين و0.73% من الأمريكيين ذوي الأصول الآسيوية و8.76% من الأعراق الأخرى و1.79% من عرقين مختلطين أو أكثر و89.57% من الهسبانيون أو اللاتينيون من أي عرق.
بلغ عدد الأسر 1,801 أسرة كانت نسبة 44.2% منها لديها أطفال تحت سن الثامنة عشر تعيش معهم، وبلغت نسبة الأزواج القاطنين مع بعضهم البعض 44.9% من أصل المجموع الكلي للأسر، ونسبة 24.7% من الأسر كان لديها معيلات من الإناث دون وجود شريك،  بينما كانت نسبة 6.6% من الأسر لديها معيلون من الذكور دون وجود شريكة وكانت نسبة 23.9% من غير العائلات. تألفت نسبة 21.2% من أصل جميع الأسر من عدة أفراد يعيشون في نفس المنزل ونسبة 10.7% كانت تتألف من شخص يعيش بمفرده يبلغ من العمر 65 عاماً أو أكثر. وبلغ متوسط حجم الأسرة المعيشية 2.94، أما متوسط حجم العائلات فبلغ 3.40.
بلغ العمر الوسطي للسكان 33.5 عاماً. وكانت نسبة 31.9% من القاطنين تحت سن الثامنة عشر، وكانت نسبة 8.8% بين الثامنة عشر والرابعة والعشرين عاماً، ونسبة 22.4% كانت واقعةً في الفئة العمرية ما بين الخامسة والعشرين والرابعة والأربعين عاماً، ونسبة 23.1% كانت ما بين الخامسة والأربعين والرابعة والستين، ونسبة 13.7% كانت ضمن فئة الخامسة والستين عاماً فما فوق. وتوزع التركيب الجنسي للسكان بنسبة 47.2% ذكور و52.8% إناث.

## أعلام
- جون أيرز
- توماس بي. ارين

## وصلات خارجية
- www.dimmitcountytx.com
- The US50 - Cities and Towns in Texas State